# Celeste Rodrigues

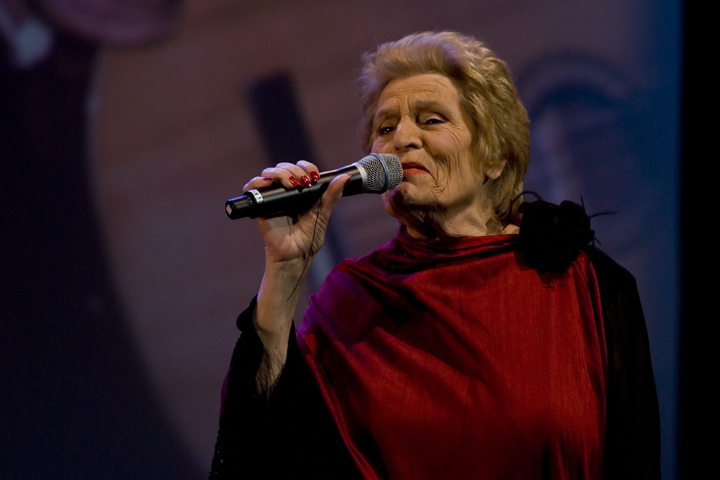
Celeste Rodrigues (2008)

Celeste Rodrigues (* 14. März 1923 in Fundão; † 1. August 2018 in Lissabon) war eine Fado-Sängerin aus Portugal.

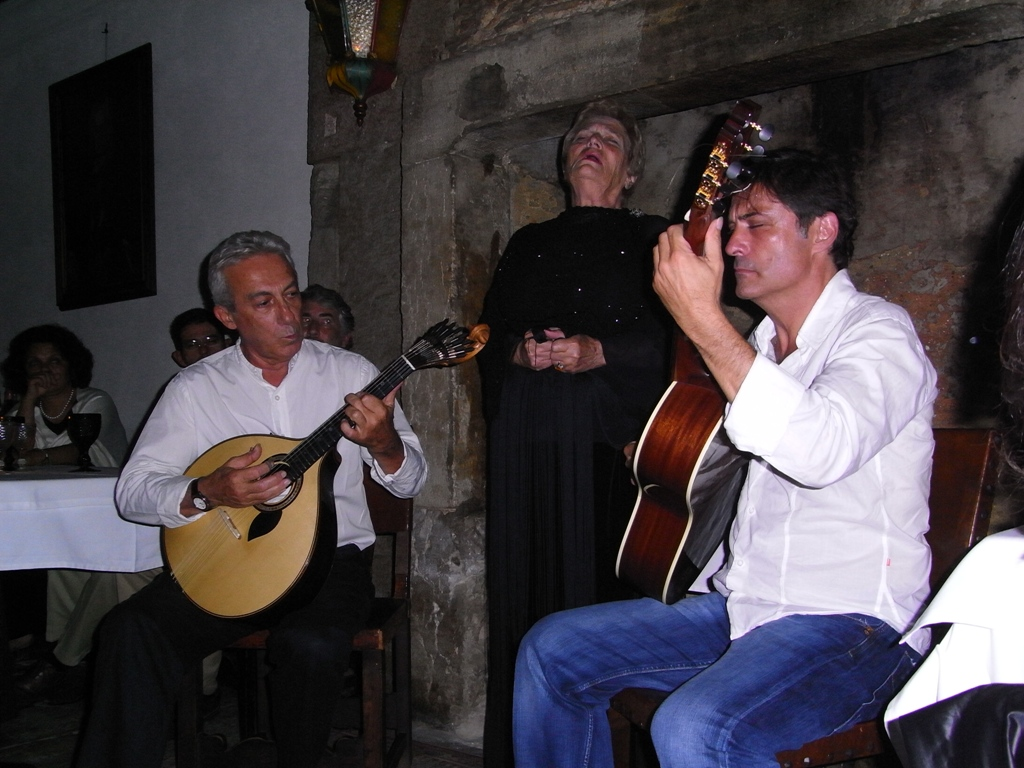
Celeste Rodrigues in einem Fado-Lokal (2008)

Wie ihre ältere Schwester Amália Rodrigues begann auch Celeste als Kind bereits Fado zu singen. Sie lehnte jedoch – im Unterschied zu Amália – jede Weiterentwicklung außerhalb des traditionellen Lissaboner Fado bis zu ihrem Tod konsequent ab und sang vornehmlich in traditionellen Fado-Lokalen. Trotzdem traten beide Schwestern gelegentlich zusammen auf.

## Werdegang
Nach der Nelkenrevolution 1974 ging sie ein halbes Jahr nach Kanada, wo ihre Ehe mit dem Schauspieler Varela Silva geschieden wurde. Sie pendelte zwischen ihren beiden Wohnsitzen Lissabon und Washington, wo ihre beiden Töchter leben. Auch wenn sie keine annähernd so umfassende Karriere wie ihre Schwester erreichte, konnte sie mit Aufnahmen wie Lenda das Algas (Legende der Algen), Já é tarde (Es ist schon spät) und dem symbolträchtigen Fado Celeste Erfolge verbuchen.
Sie trat bis zu ihrem Tod auf; beispielsweise am 24. Januar 2012 in der Carnegie Hall in New York. 2013 nahm sie am vielbeachteten Projekt Companheiros de Aventura („Abenteuer-Gefährten“) des Rocksängers Tim teil. Am 10. Juni 2012, dem Nationalfeiertag des Portugal-Tages, wurde sie von Präsident Cavaco Silva mit dem Orden des Infanten Dom Henrique im Kommandeurs-Rang ausgezeichnet.
Zuletzt berichteten die Medien über Celeste Rodrigues, nachdem sie auf eine Einladung der US-amerikanischen Popsängerin Madonna hin Silvester 2017 in New York feierte. Madonna veröffentlichte danach auf Instagram Fotos von Umarmungen mit ihr und bezeichnete sie als „legendäre Sängerin“.